# Колондан
Колондан (фр. Colondannes) насеље је и општина у централној Француској у региону Лимузен, у департману Крез која припада префектури Гере.
По подацима из 2011. године у општини је живело 278 становника, а густина насељености је износила 25,98 становника/km². Општина се простире на површини од 10,70 km². Налази се на средњој надморској висини од 366 метара (максималној 431 m, а минималној 283 m).

## Демографија
| 1962. | 1968. | 1975. | 1982. | 1990. | 1999. | 2011. |
| ----- | ----- | ----- | ----- | ----- | ----- | ----- |
| 336   | 376   | 342   | 335   | 347   | 305   | 278   |

График промене броја становника у току последњих година